# 細川吉利
細川 吉利（ほそかわ よしとし）は、江戸時代中期の肥後国熊本藩の世嗣。官位は従四位下・侍従、兵部大輔。

## 略歴
3代藩主・細川綱利の次男として誕生した。
元禄13年（1700年）に兄の与一郎が早世したため、元禄15年（1702年）に嫡子に指名される。同年、5代将軍・徳川綱吉に拝謁して偏諱を受けて吉利と名乗り、翌年に従四位下に叙任するが、家督を継ぐことなく宝永3年（1706年）に18歳で早世した。
代わって、従兄の宣紀が嫡子に迎えられた。